# Green Arrow: The Longbow Hunters
Green Arrow: The Longbow Hunters est une mini-série en trois numéros d'un comics américain éditée au format Prestige par DC Comics en 1987. Écrite et dessinée par Mike Grell, elle met en vedette le personnage de Green Arrow. La série est éditée pour la première fois en langue française en 2020, accompagnée du sous-titre « Les Prédateurs ».

## Histoire éditoriale
En 1986, Mike Grell est approché par l’éditeur Mike Gold (en) alors qu’il travaille chez First Comics. Celui-ci lui propose de venir travailler chez DC Comics sur le personnage de Green Arrow. En choisissant ce personnage, Gold lui dira : « Pense à ceci : Green Arrow en tant que chasseur urbain. ». Cette phrase servira de base à The Longbow Hunters.
À cette époque, Frank Miller sort Batman: The Dark Knight Returns suivi de Batman : Année Un en 1987. Les deux œuvres redéfinissent le personnage de Batman, offrant des récits plus noirs et plus matures. Grell lui emboîte le pas et modernise l’archer vert : il déplace le héros de Star City, une ville fictive à Seattle, une ville bien réelle ; ses armes sont plus traditionnelles (il abandonne les flèches gadgets) ; son costume est modifié ; et tous les éléments de science fiction disparaissent (Dinah Lance n’a plus son pouvoir). Le personnage est vieilli et fait face à la crise de la quarantaine. Son récit se retrouve du coup en dehors de la continuité de l’époque.

## Synopsis

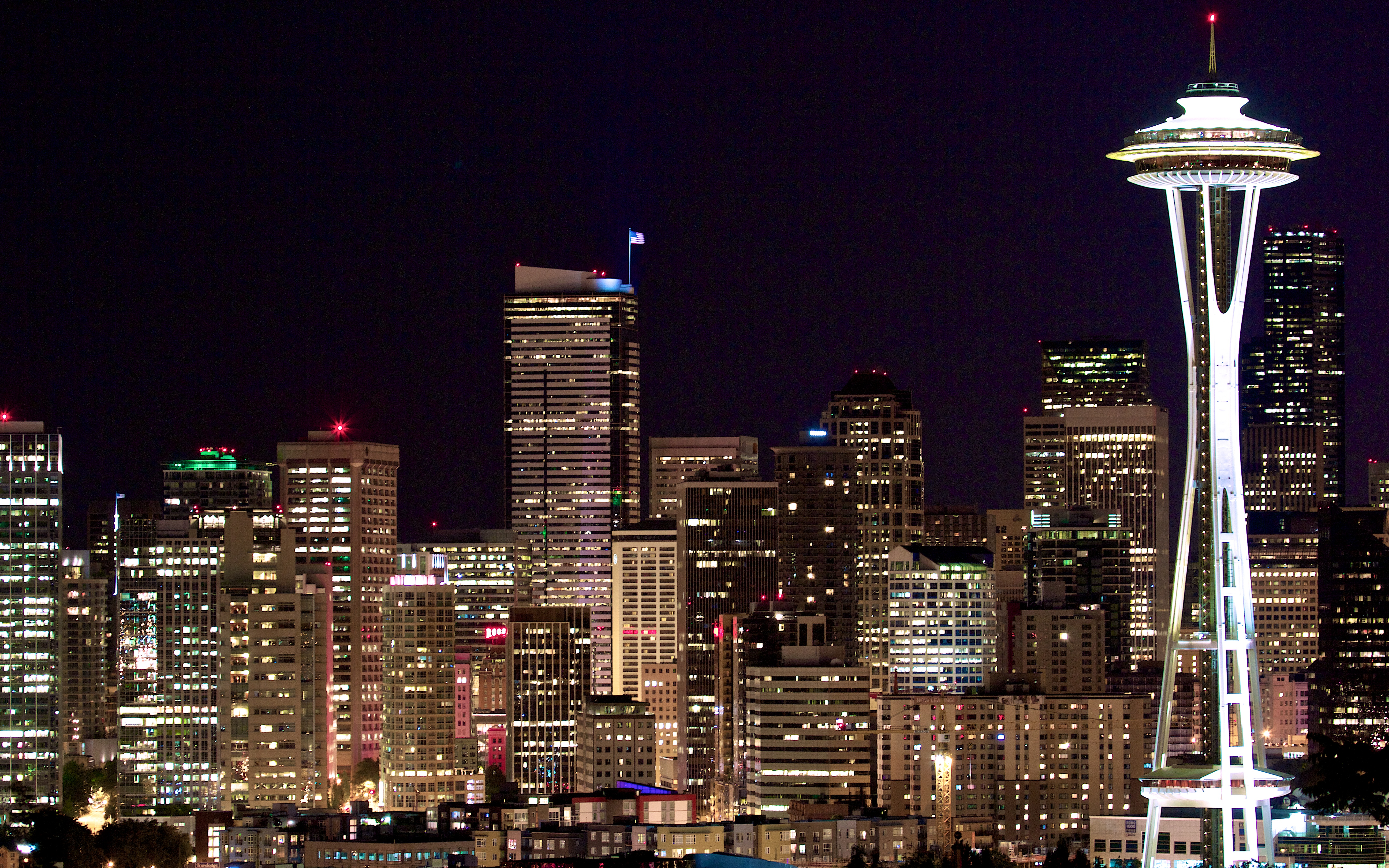
Seattle, "nouveau territoire" de Green Arrow.

À l'âge de quarante-trois ans, Oliver Queen déménage de Star City à Seattle, dans l'État de Washington, chez sa petite amie Dinah Lance. Il change de costume et abandonne l'usage de ses flèches piégées pour du matériel de tir à l'arc plus traditionnel. Alors que Green Arrow tente de retrouver un tueur en série, le Seattle Slasher qui tue des prostituées dans la région, Black Canary tente d'infiltrer un réseau de trafic de drogue qui pourrait avoir des liens avec Kyle Magnor, un riche magnat du transport maritime. 
Oliver traque le tueur jusqu'à une section abandonnée du métro de Seattle, découvrant qu'il est un rat des tunnels perturbé à la suite de la guerre du Viêt Nam. Le Slasher saute sur Oliver et s'enfuit, mais une mystérieuse archère avec un tatouage de dragon sur le bras tire sur le Slasher (ainsi que sur un automobiliste qui passe) avant de disparaître. 
Il s’avère que l’archère est Shado, la fille d’un Yakuza incarcéré au cours de la Seconde Guerre mondiale. Des soldats américains, dont Magnor, l’ont forcé à révéler une importante cache d’or de yakuzas. Déshonoré, le yakuza s'est suicidé par l'expiation. Quand Shado atteint sa majorité, elle décide de tuer ceux qui ont déshonoré son père et les yakuzas. L’automobiliste de passage qu’elle a tué est l’un de ces soldats qui ont utilisé l’or volé pour bâtir un empire financier. Ollie traque Shado mais échoue à la stopper. 
De retour chez lui, Ollie apprend que le fournisseur de drogue sur lequel Dinah enquêtait, a été retrouvé mort et mutilé plus tôt dans la journée. Paniqué, Oliver se rend à l'entrepôt du quai que Dinah soupçonnait d'être à l'origine de la distribution de la drogue. Là, il découvre Dinah ligotée, torturée et au seuil de la mort. Sans hésiter, Ollie tue son tortionnaire, l'une des victimes visées par Shado, ainsi que les autres dans le labo de drogue. Après avoir appris ce qui s’est passé sur les quais, Magnor avertit son contact de la CIA, Osborne, qu’il souhaite une meilleure protection pour leur prochain contrat. Osborne assigne Eddie Fyers, maître d'armes, pour éliminer Shado. 
Après avoir tué une autre cible, Shado laisse un message à Ollie pour le rencontrer sur le Mont Rainier où elle a l'intention de tuer Magnor. Bien qu'Oliver tente au départ de l'arrêter, il remarque Fyers qui pointe un fusil de sniper sur Shado et cherche à le stopper, laissant du coup à Magnor la possibilité de s'échapper. Ollie confronte également Osborne sur l'utilisation d'un accord sur les armes iraniennes pour financer des Contras nicaraguayens, à l'instar des événements de l'affaire Iran-Contra qui avait éclaté quelques mois plus tôt. Oliver affronte Magnor dans son bureau. Il a l'intention de le piéger pour le meurtre du fournisseur de drogue, mais Shado abat sa cible. 

## Continuité
La continuité des récits de Green Arrow est fortement affectée. Ainsi, dans des récits postérieurs, Oliver raconte que prendre une vie de cette manière a marqué un tournant dans sa vie, le rendant incapable de trouver la paix, n'importe où ou avec qui que ce soit. À la suite de sa mort dans Green Arrow n°101 (octobre 1995), il est initialement ressuscité sans aucun souvenir des événements de ce scénario ou de ce qui s'est passé ensuite. 
Les relations entre Oliver et Dinah sont fortement affectées par cette histoire dans les comics futurs. Après avoir été torturée, Dinah ne supporte plus d’être touchée et sa relation avec Oliver s’en ressentira. 

## Réception

### Accueil
Green Arrow: The Longbow Hunters a été nommée en 1988 pour le Prix Eisner de la « Meilleure Série courte »,. Le site CBR classe le récit à la première place de sa liste des « 10 meilleures histoires de Green Arrow ». 
La mini-série « aux graphismes violents a été controversée à son époque ». Le personnage d’Oliver n’hésite pas à tuer l’agresseur de Dinah Lance d’une flèche en plein cœur. La scène de torture de Dinah est très graphique et bien que rien ne soit montré, les critiques ont accusé Grell d’être le responsable du « viol » de Black Canary. Ce que l’auteur a toujours nié. 

### Conséquence

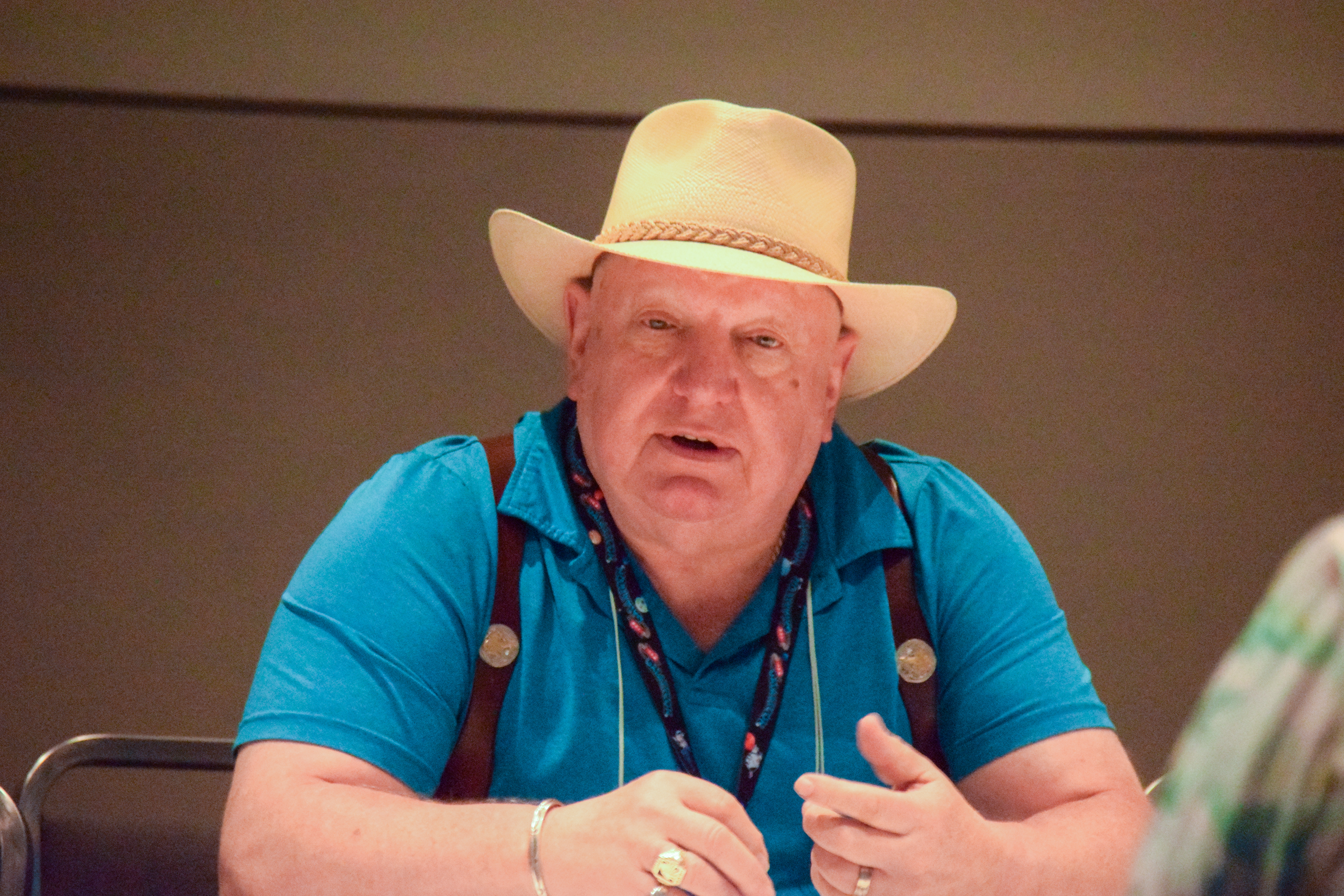
Mike Grell en 2022.

La série s’est révélée suffisamment populaire pour que DC Comics ait commandé la toute première série longue Green Arrow, également écrite par Grell (scénariste des numéros 1 à 80 de 1988 à 1993). La série durera 11 ans. Grell écrira une nouvelle origine de Green Arrow et sa première affaire dans Secret Origins (vol. 2) no 38 (mars 1989). Grell a également écrit et illustré l’origine officielle de Green Arrow, après Crisis on Infinite Earths, dans la mini-série Green Arrow: The Wonder Year en 1993. 
Autre conséquence de The Longbow Hunters est la création du personnage de Shado (en) par Grell. L'archère, d'origine japonaise, réapparaîtra régulièrement dans les récits de Green Arrow en tant que personnage antagoniste. 

### Influence
Le producteur Marc Guggenheim a indiqué que The Longbow Hunters fait partie des comics ayant servi de base et ayant influencé la série télévisée Arrow. On y retrouve le côté sombre et violent du récit. 

## Publications
Green Arrow: The Longbow Hunters est publié pour la première fois en édition reliée en 1989 par DC. L'album est accompagné d'une introduction de 5 pages par l'éditeur Mike Gold. 
Annoncée pour mai 2020, la version française paraît finalement en juin 2020 aux éditions Urban Comics. L'album sort dans la collection « DC Confidential ». Il contient, en plus de la mini-série, Detective Comics no 549-550 et Adventure Comics no 418-419  (ISBN 979-1-0268-1910-3) .